# Ibitiruna
Ibitiruna är ett släkte av skalbaggar. Ibitiruna ingår i familjen långhorningar.
Kladogram enligt Catalogue of Life:
| Ibitiruna | \| \| Ibitiruna araponga \| \| \| \| \| \| Ibitiruna fenestrata \| \| \| \| |
|           | \| \| Ibitiruna araponga \| \| \| \| \| \| Ibitiruna fenestrata \| \| \| \| |
|           | Ibitiruna araponga                                                          |
|           |                                                                             |
|           | Ibitiruna fenestrata                                                        |
|           |                                                                             |